# Фрідріх Гайссгардт
Фрідріх «Фріц» Гайссгардт (нім. Friedrich „Fritz“ Geißhardt; 22 січня 1919 — 6 квітня 1943) — німецький льотчик-ас, гауптман люфтваффе. Кавалер Лицарського хреста Залізного хреста з дубовим листям.

## Біографія
В 1937 році вступив в люфтваффе. У складі 1-ї (винищувальної) групи 2-ї навчальної ескадри брав участь в Французькій і Балканській кампаніях, а також в битві за Британію. З червня 1941 року — ад'ютант 1-ї групи 77-ї винищувальної ескадри. Учасник Німецько-радянської війни. В липні 1942 року група переведена на Середземне море, в жовтні 1942 року — в Північну Африку. З 11 січня 1943 року — командир 3-ї групи 26-ї винищувальної ескадри, дислокованої у Франції. 5 квітня 1943 року літак Гайссгардта був підбитий стрільцем B-17. Гайссгардт отримав важке поранення в живіт, але зміг здійснити вимушену посадку. Наступного дня він помер у шпиталі.
Всього за час бойових дій здійснив 642 бойових вильоти і збив 102 ворожих літаки, з них 67 радянських.

## Нагороди
- Нагрудний знак пілота (1938)
- Медаль «За вислугу років у Вермахті» 4-го класу (4 роки)
- Залізний хрест
  - 2-го класу (17 вересня 1939)
  - 1-го класу (10 липня 1940)
- Тричі відзначений у Вермахтберіхт
  - Лейтенант Гайссгардт у складі винищувальної ескадри 23 червня здобув свої 19 та 20 перемоги. (29 червня 1941)
  - 21 квітня 1942 р. Капітан Ілефельд домігся вчора на Східному фронті своєї 89-95-ї перемоги, а лейтенант Гайссгардт з тієї ж групи винищувачів — своєї повітряної перемоги з 52 по 56.
  - 14 травня 1942 року: лейтенант Гайссгардт вчора здобув свою 61-67 перемогу на Східному фронті.
- Почесний Кубок Люфтваффе (13 липня 1941)
- Лицарський хрест Залізного хреста з дубовим листям
  - лицарський хрест (30 серпня 1941)
  - дубове листя (№ 101; 23 червня 1942)
- Німецький хрест в золоті (24 квітня 1942)
- Фотографія рейхсмаршала в срібній рамці
- Авіаційна планка винищувача в золоті
- Нагрудний знак «За поранення» в чорному